# 前97年
| 千纪： | 前1千纪 |
| 世纪： | 前2世纪 \| 前1世纪 \| 1世纪                                                                                   |
| 年代： | 前120年代 \| 前110年代 \| 前100年代 \| 前90年代 \| 前80年代 \| 前70年代 \| 前60年代                           |
| 年份： | 前102年 \| 前101年 \| 前100年 \| 前99年 \| 前98年 \| 前97年 \| 前96年 \| 前95年 \| 前94年 \| 前93年 \| 前92年 |
| 纪年： | 西汉天汉四年                                                                                                  |

## 大事记
- 西汉發兵三道擊匈奴，李廣利出朔方郡，韓說出五原郡，公孫敖出雁門郡，匈奴單于將輜重遠徙餘吾水(今蒙古土拉河)以北，親率十萬騎迎戰李廣利於餘吾水南，交戰十餘日，未能取勝而返。其餘各路軍亦無功。
- 汉武帝命屠李陵家。
- 司馬遷所著《史記》，終於前97年。
- 日本崇神天皇即位，奉神器於大和遂自稱大和民族。